# Вавилонская астрономия
Вавилонская астрономия — астрономия государства Древнего Вавилона. Благодаря тому, что вавилоняне вели астрономические наблюдения веками, вавилонская астрономия достигла больших успехов в календарной системе и астрономических наблюдениях, вавилонские астрономы даже могли предсказывать затмения. Вавилонские астрономы были жрецами, а сама астрономия использовалась для астрологии и календарных наблюдений.
Вавилонская астрономия оказала значительное влияние на развитие древнегреческой астрономии.

## Предпосылки и причины развития

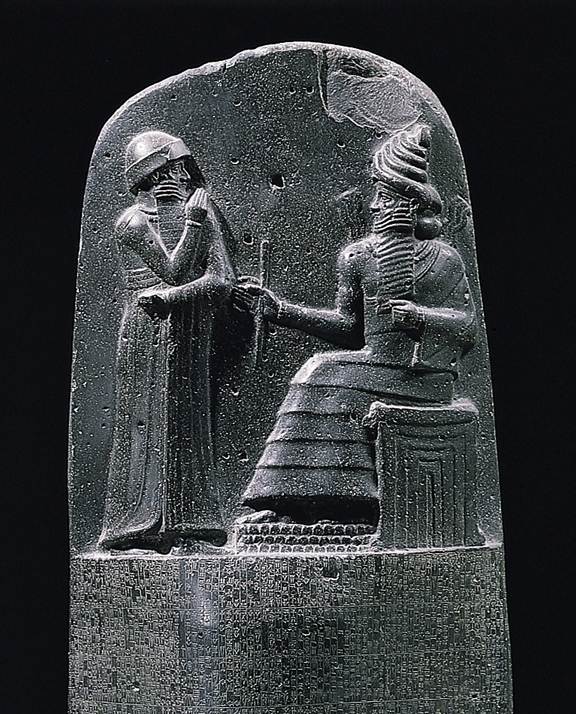
Изображение Хаммурапи (слева) на верхней части столба Свода Законов Хаммурапи

Вавилонская астрономия была тесно переплетена с астрологией. Множество наблюдений делалось не ради научных исследований, а в астрологических целях. Вместе с тем, астрологический свод Энума Ану Энлиль содержит ценные астрономические наблюдения. Также астрономия была необходима для развития календарной системы, которая давала возможность отсчитывать время. Кроме того, развитие астрономии поощрял вавилонский царь Хаммурапи.
Ещё до развития вавилонской астрономии, государства Шумера и Аккада, предшествовавшие Вавилонскому государству, достигли больших успехов в астрономии, не дошедших до наших дней. Но вавилоняне использовали эти достижения, как основу своей собственной астрономии.

## История
Изначально большая часть ученых придерживалась так называемой «панвавилонизма» — теории, выдвинутой Гуго Винклером. Согласно данной теории, вавилоняне развили астрономию ещё в самые ранние периоды своей истории (3000-2000 годы до нашей эры). Тем не менее, позднее эта гипотеза была признана ошибочной.
Согласно одной из теорий, изначально вавилоняне наблюдали исключительно за Луной с целью выяснения наступления нового месяца и для ритуальных целей, а уже после этого вавилоняне начали наблюдать за звездами.
Когда Вавилон был захвачен Ассирией, то сложились хорошие условия для дальнейшего развития вавилонской астрономии. В этот период постепенно собирались данные о закономерностях в наступлении затмений и движении планет. На протяжении всего периода времени от завоевания Вавилона Ашшурбанипалом, до завоевания Персидской империи Александром Македонским, Вавилон был торговым и культурным центром на всем Ближнем Востоке. В этих условия крайне сильно развилась вавилонская наука. В то время расстояния между планетами и звездами большой яркости указывались в цифрах, есть вероятность, что они вычислялись с помощью не сохранившихся до современности инструментов.

## Обсерватории
Шумеро-аккадские и вавилонские астрономы, бывшие также жрецами, наблюдали небо с помощью специальных башен-обсерваторий, которые, как правило, были размещены в зиккуратах.
Эти башни были во всех шумеро-аккадских и вавилонских городах, о чём свидетельствуют находки их развалин.

## Календарь
В вавилонском календаре было 12 месяцев, а также ещё один вставной месяц, иногда использовавшийся для поддержания календаря в норме. Иногда было два года подряд с вставным месяцем, в крайних случаях в году могло быть два вставных месяца. Год начинался с весны, а первым месяцем был нисан. Вавилоняне ввели понятие недели. Каждый день был посвящен определённому богу: 1-й Солнцу (Шамаш), 2-й Луне (Син), 3-й Нергалу, 4-й Набу, 5-й Мардуку, 6-й Иштар, 7-й Ниниб.
Для выяснения наступления первого дня месяца вавилонянам требовалось наблюдать за новолунием, а для церемониальных целей вавилонские жрецы также наблюдали за полнолунием.

## Астрономические тексты
Среди различных документов, найденных в библиотеке Ашшурбанипала, имелся вавилонский астрономический текст Мул Апин. Данный текст датируется первой вавилонской династией. Текст дешифровал Куглер в 1911 году. Первая половина текста имеет астрологическое содержание и содержит предсказания будущего на основе движения Венеры. На основе данного текста Куглер сделал впоследствии опровергнутый вывод, что первая вавилонская династия правила с 2225 по 1926 годы до н. э.. В действительности, она правила в 1894—1595 годах до н. э..
Существует список, датируемый V веком до н. э., в котором находится систематических обзор относительных положений созвездий.
Олмстед упоминает эфемериды, датируемые 568 г. до н. э.

## Звезды и созвездия
Все известные звёзды вавилонские астрономы подразделяли на три «пути»: Энлиля, Ану и Эа. Первый включал в себя 33 звезды, второй 23 и третий 15. Итого им было известна 71 звезда.
Почти все вавилонские созвездия отожествлены.
Большая часть из звезд и созвездий в списке имеют совпадающие или близкие к современным названия. Например:
- Коза-рыба (Козерог), Рыбы, Бык (Телец),
- Близнецы, Рак (Аллул), Лев,
- Весы, Скорпион (Гир-таб), Стрелок из лука (Пабильсаг[13], Стрелец)
- Ворон, Волк, Гидра (Змея).

Эти совпадения в названиях объясняются тем, что греки позаимствовали свои названия созвездий у вавилонян.
Однако, часть названий не совпадала, в частности:
- Кабан (Центавр), Пантера (Лебедь), Пастырь (Орион вместе с Сириусом),
- Повозка (Большая Медведица), Поле (И-ку: Пегас), Чаша (Возничий),
- Козел (Лира), «Наемный работник» (Лухунга, Овен)[14], Мулмул (Плеяды).
- Борозда (Абсин, Дева)[источник не указан 2151 день], Великан (Водолей).

Созвездие Девы в древнем Вавилоне называли Шеруа.
Протяженность вавилонских и современных созвездий часто различается: в созвездии Пантера была включена северная часть современного Цефея, а современное созвездие Большого Пса добавлено в стрелы и лук вавилонского созвездия Стрелка из лука.
Из звезд вавилоняне чаще всего упоминали Царя (Лугал, Регул), Ли (Альдебаран) и Каксиди (Сириус).

## Наиболее изучаемые небесные тела

### Луна
Поскольку древние вавилоняне провели огромное количество наблюдений за Луной, то, в итоге, Луна стала для них объектом теоретических вычислений. Эти вычисления начались в ассирийский период Вавилона — в библиотеке Ашшурбанипала были найдены таблички с этими вычислениями. В них определялись интервалы времени между заходом Солнца и заходом Луны в дни после первого числа каждого месяца, а также, для дней после 15 числа каждого месяца давались вычисления интервалов времени между заходом Солнца и восходом Луны.

### Планеты
Вавилонские астрономы уделяли большое внимание планете Венере (Нин-дар-анна, «госпожа небес», Дилбат/Дильбат, Иштар). В текстах позднего периода она, вместе с Луной и Солнцем, составляет триаду. Согласно некоторым предположениям, вавилонские астрономы знали, что в период своей большой яркости после или до нижнего соединения Венера кажется серпом. Согласно этой версии, вавилонские астрономы уделяли столь большое внимание Венере именно из-за это её особенности, поскольку эта особенность делала её сестрой Луны. Поэтому в интересах религии вавилонские астрономы внимательно наблюдали за Венерой, а в поздний период (1500—1000 годы до н. э.) даже пытались использовать величину периодов её исчезновений и появлений для астрологических предсказаний.
Также вавилонянам были известны планеты (биббу, «бараны») Меркурий (Гудуд, Набу), Марс (Салбатану, Нергал), Юпитер (Мулу-баббар/Мулубаббар, Мардук) и Сатурн (Ниниб).
В древнем Вавилоне Сатурн называли Кайману.

## Достижения и влияние
Благодаря многовековым наблюдениям, вавилонские астрономы разработали свой собственный календарь. Вавилоняне делили день на 12 часов, а час на 30 минут, год у них состоял из 365 дней. Выкладки вавилонских астрономов крайне точны, их могут использовать и современные ученые.
Основное внимание вавилонские астрономы уделяли движению звёзд и планет. Их знания в области движения небесных светил были очень развиты, точность, с которой они вычисляли движений небесных светил, была очень высока.
Вавилонские астрономы могли предсказывать затмения и имели представление о предварении равноденствий. Своего расцвета вавилонская астрономия достигла в VIII—VI веках. до н. э. При правлении царя Навуходоносора вавилонская астрономия достигла новых успехов, в частности был выделен зодиак.
Греческая астрономия развивалась под сильным влиянием вавилонской. Древнегреческие астрономы копировали у вавилонян записи и вычисления, а также позаимствовали некоторые астрономические приборы.

## Известные вавилонские астрономы
- Берос
- Кидинну
- Набуриманну
- Селевк
- Судин